# Eurytoma motleyi
Eurytoma motleyi är en stekelart som beskrevs av Girault 1935. Eurytoma motleyi ingår i släktet Eurytoma och familjen kragglanssteklar. Inga underarter finns listade i Catalogue of Life.